# بی‌تی‌آر-۹۰
بی‌تی‌آر-۹۰ نفربر زره‌پوش آبی-خاکی ۸ چرخهٔ ساخت روسیه است که در سال ۱۹۹۴ به نمایش عموم درآمده و از سال ۲۰۰۴ وارد خط تولید شد. این نفربر نسخهٔ بزرگ‌تر شده‌ای از بی‌تی‌آر-۸۰ است که به برجک بی‌ام‌پی-۲ مسلح شده‌است. مقاومت زرهی بی‌تی‌آر-۹۰ نیز نسبت به خودروهای قبلی سری بی‌تی‌آر افزایش یافته و قسمت جلوی بدنهٔ آن نسبت به گلوله‌های ۱۴.۵ م‌م مقاومت کامل دارد.
بی‌تی‌آر-۹۰ تا سال ۲۰۱۱ در تعداد محدودی برای واحدهای مکانیزه نیروی زمینی و تفنگداران دریایی روسیه به منظور انجام مأموریت‌هایی چون اجرای آتش پشتیبان پیاده‌نظام، حمل‌ونقل سربازان، و عملیات‌های شناسایی، پایش و مراقبت و گشت‌زنی ساخته شده‌است. این خودرو زره‌پوش برخلاف دیگر نفربرهای سری بی‌تی‌آر به هیچ کشور دیگری صادر نشده‌است.
قسمت جلوی بدنهٔ بی‌تی‌آر-۹۰ نوک‌تیز و تا اندازه‌ای شبیه به ال‌ای‌وی-۲۵ - نفربر اصلی تفنگداران دریایی آمریکا - است. بدنهٔ بی‌تی‌آر-۹۰ با صفحه‌ای از فولاد جوشکاری ساخته شده و کمی بزرگتر و جادارتر از بی‌تی‌آر-۸۰ است.
یک موتور دیزلی توربوشارژ چندگانه‌سوز (قابلیت استفاده از نفت سفید و بنزین) به قدرت ۵۱۰ اسب بخار نیروی پیشرانهٔ این نفربر روسی را تأمین می‌کند. بی‌تی‌آر-۹۰ مثل خودروهای قدیمی‌تر سری بی‌تی‌آر هشت چرخه است و چهار چرخ جلویی آن محرک هستند.

## جنگ‌افزارها
طرح‌بندی بی‌تی‌آر-۹۰ مشابه بی‌تی‌آر-۸۰ است. یعنی موتور در قسمت عقب، کوپهٔ سربازان در وسط، راننده در جلو و فرمانده و مسلسل‌چی در برجک قرار می‌گیرند. برجک بی‌تی‌آر-۸۰ همان برجک بی‌ام‌پی-۲ با همان سلاح‌ها است. سلاح اصلی یک توپ مسلسل ۳۰ میلی‌متری با ۵۰۰ فشنگ و سلاح‌های ثانویه نیز یک تیربار ۷٫۶۲ م‌م پی‌کا با ۲۰۰۰ فشنگ که هم‌محور توپ اصلی نصب شده، پرتابگر موشک ضدتانک کنکورس (ای‌تی-۵ اسپراندل) با چهار تیر موشک و یک نارنجک‌انداز مسلسل ۳۰ م‌م ای‌جی‌اس-۱۷ با ۴۰۰ نارنجک و شش پرتابگر نارنجک دودزا هستند.
مسلسل ۳۰ م‌م بی‌تی‌آر-۹۰ می‌تواند تا زاویهٔ ۷۵ درجه به سمت بالا و ۵- درجه به سمت پائین حرکت کند و توانایی درگیری با اهداف حداکثر در فاصلهٔ ۴ کیلومتری (هلیکوپترها و سنگرها تا ۲.۵ کیلومتری) را دارد. دریچه‌های شلیک نیز برای استفاده سربازان در داخل خودرو نیز نصب شده تا آنها بتواند بدون پیاده شدن از نفربر با تفنگ شخصی خود با دشمن درگیر شوند.

## تحرک
بی‌تی‌آر-۹۰ به لطف نسبت قدرت به وزن مناسب خود توانایی رسیدن به حداکثر سرعت ۱۰۰ کیلومتر بر ساعت را دارد و عملکرد آن در خارج از جاده قابل مقایسه با خودروهای شنی‌دار است. این خودرو نیز مثل بی‌تی‌آرهای قدیمی‌تر کاملاً آبی-خاکی است و بدون هیچ نوع آماده‌سازی می‌تواند از موانع آبی عبور کند. دو واترجت این خودرو را بر روی آب به حداکثر سرعت ۹ کیلومتر می‌رسانند. بی‌تی‌آر-۹۰ به تجهیزات دید در شب و یک سیستم حفاظت ش‌م‌ه نیز مجهز است و توانایی عبور از موانعی به ارتفاع ۸۰ سانتیمتر، خندق‌هایی به عمق ۲.۱ متر، حرکت در شیب عمودی ۶۰ درجه و شیب کناری ۳۰ درجه را دارد.